# 1991 RG25
1991 RG25 är en asteroid i huvudbältet som upptäcktes den 11 september 1991 av den amerikanske astronomen Henry E. Holt vid Palomarobservatoriet.
Asteroiden har en diameter på ungefär 15 kilometer och den tillhör asteroidgruppen Dora.